# لارا جو ريغان
لارا جو ريغان (بالإنجليزية: Lara Jo Regan)‏ هي صحفية ومصورة أمريكية، ولدت في 1962.

## وصلات خارجية
- الموقع الرسمي